# Дарія Юрак
Дарія Юрак (хорв. Darija Jurak) — колишня хорватська тенісистка, що спеціалізувалася на парній грі. Має в своєму активі дев'ять парних титулів WTA.

## Фінали турнірів WTA

### Пари: 22 (9 титулів)
| Результат | №    | Дата            | Турнір                                      | Повехня       | Партнерка           | Супротивниці                               | Рахунок                             |                  |
| --------- | ---- | --------------- | ------------------------------------------- | ------------- | ------------------- | ------------------------------------------ | ----------------------------------- | ---------------- |
| Поразка   | 1.   | 14 липня 2012   | Internazionali Femminili di Palermo, Італія | Ґрунт         | Каталін Мароші      | Рената Ворачова Барбора Заглавова-Стрицова | 6–7(5–7), 4–6                       |                  |
| Поразка   | 2.   | 4 травня 2013   | Portugal Open, Оейраш                       | Ґрунт         | Каталін Мароші      | Чжань Хаоцін Крістіна Младенович           | 6–7(3–7), 2–6                       |                  |
| Поразка   | 3.   | 29 липня 2013   | Bank of the West Classic, Стенфорд, США     | Хард          | Юлія Ґерґес         | Ракель Копс-Джонс Абігейл Спірс            | 2–6, 6–7(4–7)                       |                  |
| Перемога  | 1.   | 6 квітня 2014   | Monterrey Open, Мексика                     | Хард          | Меган Мултон-Леві   | Тімеа Бабош Ольга Говорцова                | 7–6(7–5), 3–6, [11–9]               |                  |
| Поразка   | 4.   | 12 квітня 2015  | Family Circle Cup, Чарльстон, США           | Ґрунт         | Кейсі Деллаква      | Мартіна Хінгіс Саня Мірза                  | 0–6, 4–6                            |                  |
| Поразка   | 5.   | 18 жовтня 2015  | Tianjin Open, КНР                           | Хард          | Ніколь Меліхар      | Сюй Їфань Чжен Сайсай                      | 2–6, 6–3, [8–10]                    |                  |
| Перемога  | 2.   | 20 лютого 2016  | Dubai Tennis Championships, ОАЕ             | Хард          | Чуан Чіацзюн        | Каролін Гарсія Крістіна Младенович         | 6–4, 6–4                            |                  |
| Перемога  | 3.   | 25 червня 2016  | Aegon International, Істборн, Англія        | Трава         | Анастасія Родіонова | Чжань Хаоцін Чжань Юнжань                  | 5–7, 7–6(7–4), [10–6]               |                  |
| Поразка   | 6.   | 23 липня 2016   | Bank of the West Classic, Стенфорд, США     | Хард          | Анастасія Родіонова | Ракел Атаво Абігайл Спірс                  | 3–6, 4–6                            |                  |
| Поразка   | 7.   | 5 лютого 2017   | St. Petersburg Ladies' Trophy, Росія        | Хард (i)      | Ксенія Кнолль       | Олена Остапенко Аліція Росольська          | 6–3, 2–6, [5–10]                    |                  |
| Перемога  | 4.   | 4 березня 2017  | Mexican Open, Акапулько                     | Хард          | Анастасія Родіонова | Вероніка Сепеде Ройг Маріана Дуке          | 6–3, 6–2                            |                  |
| Перемога  | 5.   | 5 серпня 2018   | Citi Open, Вашингтон, США                   | Хард          | Хань Сіньюнь        | Алекса Гуарачі Ерін Рутліфф                | 6–3, 6–2                            |                  |
| Поразка   | 8.   | 16 вересня 2018 | Tournoi de Québec, Квебек-сіті, Канада      | Килим (i)     | Ксенія Кнолль       | Аша Мухаммад Марія Санчес                  | 4–6, 3–6                            |                  |
| Поразка   | 9.   | 19 жовтня 2018  | Kremlin Cup, Москва, Росія                  | Хард (i)      | Ралука Олару        | Олександра Панова Лаура Зігемунд           | 2–6, 6–7(2–7)                       |                  |
| Перемога  | 6–9  | 2019            | Bronx Open, U.S.                            | International | Тверде              | Марія Хосе Мартінес Санчес                 | Маргарита Гаспарян Моніка Нікулеску | 7–5, 2–6, [10–7] |
| Поразка   | 6–10 | 2020            | Adelaide International, Австралія           | Premier       | Тверде              | Габріела Дабровскі                         | Ніколь Меліхар Сюй Іфань            | 6–2, 5–7, [5–10] |
| Перемога  | 7–10 | 2021            | Dubai Championships, UAE (2)                | WTA 1000      | Тверде              | Алекса Гуарачі                             | Сюй Іфань Ян Чжаосюань              | 6–0, 6–3         |
| Поразка   | 7–11 | 2021            | Emilia-Romagna Open, Італія                 | WTA 250       | Ґрунт               | Андрея Клепач                              | Корі Гофф Кеті Макнеллі             | 3–6, 2–6         |
| Перемога  | 8–11 | Чер 2021        | Nuremberg Cup, Німеччина                    | WTA 250       | Трава               | Андрея Клепач                              | Надія Кіченок Ралука Олару          | 6–3, 6–1         |
| Перемога  | 9–11 | 2021            | Silicon Valley Classic, U.S.                | WTA 500       | Тверде              | Андрея Клепач                              | Габріела Дабровскі Луїза Стефані    | 6–1, 7–5         |
| Поразка   | 9–12 | Сер 2021        | Мастерс Канада                              | WTA 1000      | Тверде              | Андрея Клепач                              | Габріела Дабровскі Луїза Стефані    | 3–6, 4–6         |
| Поразка   | 9–13 | Січ 2022        | Adelaide International, Австралія           | WTA 500       | Тверде              | Андрея Клепач                              | Ешлі Барті Сторм Сендерз            | 1–6, 4–6         |